# فهرست رکوردهای ایران در وزنه‌برداری
این لیست حاوی رکوردهای ایران در رشته وزنه‌برداری است. رکوردها شامل تمامی اوزان و همچنین هر دو حرکت یک‌ضرب و دو ضرب و مجموع است.

## رکوردهای کنونی

### مردان
| رویداد       | رکورد       | ورزشکار         | تاریخ           | مسابقه              | مکان               | منبع/یادداشت |
| ۵۵ کیلوگرم   | ۵۵ کیلوگرم  | ۵۵ کیلوگرم      | ۵۵ کیلوگرم      | ۵۵ کیلوگرم          | ۵۵ کیلوگرم         | ۵۵ کیلوگرم   |
| ------------ | ----------- | --------------- | --------------- | ------------------- | ------------------ | ------------ |
| یکضرب        | ۱۱۱ کیلوگرم | حافظ قشقایی     | ۱۸ سپتامبر ۲۰۱۹ | قهرمانی جهان        | پاتایا، تایلند     |              |
| دوضرب        | ۱۴۹ کیلوگرم | حافظ قشقایی     | ۱۸ سپتامبر ۲۰۱۹ | قهرمانی جهان        | پاتایا، تایلند     |              |
| مجموع        | ۲۶۰ کیلوگرم | حافظ قشقایی     | ۱۸ سپتامبر ۲۰۱۹ | قهرمانی جهان        | پاتایا، تایلند     |              |
| ۶۱ کیلوگرم   |             |                 |                 |                     |                    |              |
| یکضرب        | ۱۲۰ کیلوگرم | حافظ قشقایی     | ۲ فوریه ۲۰۲۰    | جام فجر             | رشت، ایران         |              |
| دوضرب        | ۱۶۰ کیلوگرم | حافظ قشقایی     | ۲ فوریه ۲۰۲۰    | جام فجر             | رشت، ایران         |              |
| مجموع        | ۲۸۰ کیلوگرم | حافظ قشقایی     | ۲ فوریه ۲۰۲۰    | جام فجر             | رشت، ایران         |              |
| ۶۷ کیلوگرم   |             |                 |                 |                     |                    |              |
| یکضرب        | ۱۳۵ کیلوگرم | حسین پاکار      | ۱۶ فوریه ۲۰۲۰   | قهرمانی جوانان آسیا | تاشکند، ازبکستان   |              |
| دوضرب        | ۱۴۴ کیلوگرم | حسین پاکار      | ۱۶ فوریه ۲۰۲۰   | قهرمانی جوانان آسیا | تاشکند، ازبکستان   |              |
| مجموع        | ۲۷۹ کیلوگرم | حسین پاکار      | ۱۶ فوریه ۲۰۲۰   | قهرمانی جوانان آسیا | تاشکند، ازبکستان   |              |
| ۷۳ کیلوگرم   |             |                 |                 |                     |                    |              |
| یکضرب        | ۱۵۱ کیلوگرم | میر مصطفی جوادی | ۲۰ آوریل ۲۰۲۱   | قهرمانی آسیا        | تاشکند، ازبکستان   | [ ۱ ]        |
| دوضرب        | ۱۸۳ کیلوگرم | میر مصطفی جوادی | ۲۰ آوریل ۲۰۲۱   | قهرمانی آسیا        | تاشکند، ازبکستان   | [ ۱ ]        |
| مجموع        | ۳۳۴ کیلوگرم | میر مصطفی جوادی | ۲۰ آوریل ۲۰۲۱   | قهرمانی آسیا        | تاشکند، ازبکستان   | [ ۱ ]        |
| ۸۱ کیلوگرم   |             |                 |                 |                     |                    |              |
| یکضرب        | ۱۵۷ کیلوگرم | حسین سلطانی     | ۳ فوریه ۲۰۲۰    | جام فجر             | رشت، ایران         |              |
| دوضرب        | ۱۹۱ کیلوگرم | حسین سلطانی     | ۴ ژوئن ۲۰۱۹     | قهرمانی جوانان جهان | سووا، فیجی         |              |
| مجموع        | ۳۴۷ کیلوگرم | حسین سلطانی     | ۳ فوریه ۲۰۲۰    | جام فجر             | رشت، ایران         |              |
| ۸۹ کیلوگرم   |             |                 |                 |                     |                    |              |
| یکضرب        | ۱۶۷ کیلوگرم | علی میری        | ۲۳ سپتامبر ۲۰۱۹ | قهرمانی جهان        | پاتایا، تایلند     |              |
| دوضرب        | ۲۰۷ کیلوگرم | علی میری        | ۲۳ سپتامبر ۲۰۱۹ | قهرمانی جهان        | پاتایا، تایلند     |              |
| مجموع        | ۳۷۴ کیلوگرم | علی میری        | ۲۳ سپتامبر ۲۰۱۹ | قهرمانی جهان        | پاتایا، تایلند     |              |
| ۹۶ کیلوگرم   |             |                 |                 |                     |                    |              |
| یکضرب        | ۱۸۶ کیلوگرم | سهراب مرادی     | ۷ نوامبر ۲۰۱۸   | قهرمانی جهان        | عشق‌آباد، ترکمنستان | ر.ج          |
| دوضرب        | ۲۳۰ کیلوگرم | سهراب مرادی     | ۷ نوامبر ۲۰۱۸   | قهرمانی جهان        | عشق‌آباد، ترکمنستان |              |
| مجموع        | ۴۱۶ کیلوگرم | سهراب مرادی     | ۷ نوامبر ۲۰۱۸   | قهرمانی جهان        | عشق‌آباد، ترکمنستان | ر.ج          |
| ۱۰۲ کیلوگرم  |             |                 |                 |                     |                    |              |
| یکضرب        | ۱۷۹ کیلوگرم | علی هاشمی       | ۸ نوامبر ۲۰۱۸   | قهرمانی جهان        | عشق‌آباد، ترکمنستان |              |
| دوضرب        | ۲۲۷ کیلوگرم | رسول معتمدی     | ۲۴ آوریل ۲۰۲۱   | قهرمانی آسیا        | تاشکند، ازبکستان   | [ ۱ ]        |
| مجموع        | ۴۰۰ کیلوگرم | رسول معتمدی     | ۲۴ آوریل ۲۰۲۱   | قهرمانی آسیا        | تاشکند، ازبکستان   | [ ۱ ]        |
| ۱۰۹ کیلوگرم  |             |                 |                 |                     |                    |              |
| یکضرب        | ۱۸۴ کیلوگرم | علی هاشمی       | ۳ اوت ۲۰۲۱      | بازی‌های المپیک      | توکیو، ژاپن        |              |
| دوضرب        | ۲۳۱ کیلوگرم | کیا قدمی        | ۴ مارس ۲۰۱۹     | جام فجر             | تهران، ایران       |              |
| مجموع        | ۴۰۵ کیلوگرم | علی هاشمی       | ۲۷ آوریل ۲۰۱۹   | قهرمانی آسیا        | نانگبو، چین        |              |
| +۱۰۹ کیلوگرم |             |                 |                 |                     |                    |              |
| یکضرب        | ۲۰۱ کیلوگرم | علی داوودی      | ۴ فوریه ۲۰۲۰    | جام فجر             | رشت، ایران         |              |
| دوضرب        | ۲۴۱ کیلوگرم | علی داوودی      | ۴ اوت ۲۰۲۱      | بازی‌های المپیک      | توکیو، ژاپن        |              |
| مجموع        | ۴۴۱ کیلوگرم | علی داوودی      | ۴ فوریه ۲۰۲۰    | جام فجر             | رشت، ایران         |              |

### زنان
| رویداد      | رکورد       | ورزشکار       | تاریخ           | مسابقه              | مکان             | منبع/یادداشت |
| ۴۵ کیلوگرم  | ۴۵ کیلوگرم  | ۴۵ کیلوگرم    | ۴۵ کیلوگرم      | ۴۵ کیلوگرم          | ۴۵ کیلوگرم       | ۴۵ کیلوگرم   |
| ----------- | ----------- | ------------- | --------------- | ------------------- | ---------------- | ------------ |
| یکضرب       | —           |               |                 |                     |                  |              |
| دوضرب       | —           |               |                 |                     |                  |              |
| مجموع       | —           |               |                 |                     |                  |              |
| ۴۹ کیلوگرم  |             |               |                 |                     |                  |              |
| یکضرب       | —           |               |                 |                     |                  |              |
| دوضرب       | —           |               |                 |                     |                  |              |
| مجموع       | —           |               |                 |                     |                  |              |
| ۵۵ کیلوگرم  |             |               |                 |                     |                  |              |
| یکضرب       | ۷۲ کیلوگرم  | پوپک بسامی    | ۱۹ سپتامبر ۲۰۱۹ | قهرمانی جهان        | پاتایا، تایلند   |              |
| دوضرب       | ۹۱ کیلوگرم  | پوپک بسامی    | ۱۸ آوریل ۲۰۲۱   | قهرمانی آسیا        | تاشکند، ازبکستان | [ ۱ ]        |
| مجموع       | ۱۵۸ کیلوگرم | پوپک بسامی    | ۱۹ سپتامبر ۲۰۱۹ | قهرمانی جهان        | پاتایا، تایلند   |              |
| ۵۹ کیلوگرم  |             |               |                 |                     |                  |              |
| یکضرب       | ۶۴ کیلوگرم  | مریم زارع     | ۲۳ آوریل ۲۰۱۹   | قهرمانی آسیا        | نانگبو، چین      |              |
| دوضرب       | ۷۷ کیلوگرم  | مریم زارع     | ۲۳ آوریل ۲۰۱۹   | قهرمانی آسیا        | نانگبو، چین      |              |
| مجموع       | ۱۴۱ کیلوگرم | مریم زارع     | ۲۳ آوریل ۲۰۱۹   | قهرمانی آسیا        | نانگبو، چین      |              |
| ۶۴ کیلوگرم  |             |               |                 |                     |                  |              |
| یکضرب       | ۷۵ کیلوگرم  | الناز باجلانی | ۲۴ آوریل ۲۰۱۹   | قهرمانی آسیا        | نانگبو، چین      |              |
| دوضرب       | ۸۸ کیلوگرم  | الناز باجلانی | ۲۴ آوریل ۲۰۱۹   | قهرمانی آسیا        | نانگبو، چین      |              |
| مجموع       | ۱۶۳ کیلوگرم | الناز باجلانی | ۲۴ آوریل ۲۰۱۹   | قهرمانی آسیا        | نانگبو، چین      |              |
| ۷۱ کیلوگرم  |             |               |                 |                     |                  |              |
| یکضرب       | ۸۳ کیلوگرم  | الهام حسینی   | ۲۳ سپتامبر ۲۰۱۹ | قهرمانی جهان        | پاتایا، تایلند   |              |
| دوضرب       | ۱۰۸ کیلوگرم | الهام حسینی   | ۲۳ سپتامبر ۲۰۱۹ | قهرمانی جهان        | پاتایا، تایلند   |              |
| مجموع       | ۱۹۱ کیلوگرم | الهام حسینی   | ۲۳ سپتامبر ۲۰۱۹ | قهرمانی جهان        | پاتایا، تایلند   |              |
| ۷۶ کیلوگرم  |             |               |                 |                     |                  |              |
| یکضرب       | ۹۲ کیلوگرم  | الناز باجلانی | ۲۸ مه ۲۰۲۱      | قهرمانی جوانان جهان | تاشکند، ازبکستان | [ ۲ ]        |
| دوضرب       | ۱۱۲ کیلوگرم | الهام حسینی   | ۲۲ دسامبر ۲۰۱۹  | Qatar Cup           | دوحه، قطر        |              |
| مجموع       | ۲۰۲ کیلوگرم | الهام حسینی   | ۲۲ دسامبر ۲۰۱۹  | Qatar Cup           | دوحه، قطر        |              |
| ۸۱ کیلوگرم  |             |               |                 |                     |                  |              |
| یکضرب       | ۱۰۲ کیلوگرم | الهام حسینی   | ۱۴ اکتبر ۲۰۲۲   | قهرمانی آسیا        | منامه، بحرین     | [ ۱ ]        |
| دوضرب       | ۱۲۵ کیلوگرم | الهام حسینی   | ۱۵ دسامبر ۲۰۲۱  | قهرمانی جهان        | تاشکند، ازبکستان | [ ۱ ]        |
| مجموع       | ۲۲۷ کیلوگرم | الهام حسینی   | ۱۴ اکتبر ۲۰۲۲   | قهرمانی آسیا        | منامه، بحرین     | [ ۱ ]        |
| ۸۷ کیلوگرم  |             |               |                 |                     |                  |              |
| یکضرب       | ۱۰۰ کیلوگرم | یکتا جمالی    | ۱۷ دسامبر ۲۰۲۱  | قهرمانی جهان        | تاشکند، ازبکستان | [ ۲ ]        |
| دوضرب       | ۱۲۲ کیلوگرم | یکتا جمالی    | ۱۶ دسامبر ۲۰۲۱  | قهرمانی جهان        | تاشکند، ازبکستان | [ ۲ ]        |
| مجموع       | ۲۲۲ کیلوگرم | یکتا جمالی    | ۱۶ دسامبر ۲۰۲۱  | قهرمانی جهان        | تاشکند، ازبکستان | [ ۲ ]        |
| +۸۷ کیلوگرم |             |               |                 |                     |                  |              |
| یکضرب       | ۹۳ کیلوگرم  | فاطمه یوسفی   | ۱۶ دسامبر ۲۰۲۱  | قهرمانی جهان        | تاشکند، ازبکستان | [ ۱ ]        |
| دوضرب       | ۱۲۶ کیلوگرم | فاطمه یوسفی   | ۱۷ دسامبر ۲۰۲۱  | قهرمانی جهان        | تاشکند، ازبکستان | [ ۱ ]        |
| مجموع       | ۲۱۹ کیلوگرم | فاطمه یوسفی   | ۱۷ دسامبر ۲۰۲۱  | قهرمانی جهان        | تاشکند، ازبکستان | [ ۱ ]        |

## رکوردهای گذشته

### مردان (۱۹۹۸–۲۰۱۸)
| رویداد       | رکورد       | ورزشکار            | تاریخ           | مسابقه              | مکان                         | منبع/یادداشت     |
| ۵۶ کیلوگرم   | ۵۶ کیلوگرم  | ۵۶ کیلوگرم         | ۵۶ کیلوگرم      | ۵۶ کیلوگرم          | ۵۶ کیلوگرم                   | ۵۶ کیلوگرم       |
| ------------ | ----------- | ------------------ | --------------- | ------------------- | ---------------------------- | ---------------- |
| یک‌ضرب        | ۱۲۴ کیلوگرم | مجید عسکری         | ۲۰ سپتامبر ۲۰۱۴ | بازی‌های آسیایی      | اینچئون، کره جنوبی           | [ ۳ ]            |
| دوضرب        | ۱۵۰ کیلوگرم | مجید عسکری         | ۳۰ ژوئن ۲۰۱۱    | قهرمانی جوانان جهان | پنانگ، مالزی                 |                  |
| مجموع        | ۲۷۳ کیلوگرم | مجید عسکری         | ۳۰ ژوئن ۲۰۱۱    | قهرمانی جوانان جهان | پنانگ، مالزی                 |                  |
| ۶۲ کیلوگرم   |             |                    |                 |                     |                              |                  |
| یک‌ضرب        | ۱۴۰ کیلوگرم | سید مهدی پانزوان   | ۱۷ سپتامبر ۲۰۰۰ | بازی‌های المپیک      | سیدنی، استرالیا              |                  |
| دوضرب        | ۱۶۶ کیلوگرم | مجید عسکری         | ۷ سپتامبر ۲۰۱۵  | قهرمانی آسیا        | فوکت، تایلند                 | [ ۴ ]            |
| مجموع        | ۳۰۲ کیلوگرم | سید مهدی پانزوان   | ۱۷ سپتامبر ۲۰۰۰ | بازی‌های المپیک      | سیدنی، استرالیا              |                  |
| ۶۹ کیلوگرم   |             |                    |                 |                     |                              |                  |
| یک‌ضرب        | ۱۵۰ کیلوگرم | سید مهدی پانزوان   | ۳ اکتبر ۲۰۰۲    | قهرمانی آسیا        | بوسان، کره جنوبی             |                  |
| دوضرب        | ۱۸۳ کیلوگرم | جابر بهروزی        | ۲۳ اکتبر ۲۰۱۳   | قهرمانی جهان        | وروتسواف، لهستان             |                  |
| مجموع        | ۳۳۰ کیلوگرم | جابر بهروزی        | ۲۳ اکتبر ۲۰۱۳   | قهرمانی جهان        | وروتسواف، لهستان             |                  |
| ۷۷ کیلوگرم   |             |                    |                 |                     |                              |                  |
| یک‌ضرب        | ۱۶۵ کیلوگرم | محمدحسین برخواه    | ۲۲ نوامبر ۲۰۰۲  | قهرمانی جهان        | ورشو، لهستان                 |                  |
| دوضرب        | ۲۰۸ کیلوگرم | محمدعلی فلاحتی‌نژاد | ۱۲ سپتامبر ۲۰۰۳ | قهرمانی آسیا        | کینگهوانگداو، جمهوری خلق چین |                  |
| مجموع        | ۳۶۶ کیلوگرم | رسول تقیان         | ۲۲ ژوئن ۲۰۱۳    | قهرمانی آسیا        | آستانه، قزاقستان             |                  |
| ۸۵ کیلوگرم   |             |                    |                 |                     |                              |                  |
| یک‌ضرب        | ۱۷۹ کیلوگرم | کیانوش رستمی       | ۱۲ اوت ۲۰۱۶     | بازی‌های المپیک      | ریو دو ژانیرو، برزیل         | [ ۵ ]            |
| دوضرب        | ۲۲۰ کیلوگرم | کیانوش رستمی       | ۳۱ مه ۲۰۱۶      | جام فجر             | تهران، ایران                 | رکورد وزنه‌برداری |
| مجموع        | ۳۹۶ کیلوگرم | کیانوش رستمی       | ۱۲ اوت ۲۰۱۶     | بازی‌های المپیک      | ریو دو ژانیرو، برزیل         | رکورد وزنه‌برداری |
| ۹۴ کیلوگرم   |             |                    |                 |                     |                              |                  |
| یک‌ضرب        | ۱۸۷ کیلوگرم | کوروش باقری        | ۲۴ سپتامبر ۲۰۰۰ | بازی‌های المپیک      | سیدنی، استرالیا              | رکورد المپیک     |
| دوضرب        | ۲۳۳ کیلوگرم | سهراب مرادی        | ۳ دسامبر ۲۰۱۷   | قهرمانی جهان        | آناهایم، ایالات متحده آمریکا | رکورد وزنه‌برداری |
| مجموع        | ۴۱۷ کیلوگرم | سهراب مرادی        | ۳ دسامبر ۲۰۱۷   | قهرمانی جهان        | آناهایم، ایالات متحده آمریکا | رکورد وزنه‌برداری |
| ۱۰۵ کیلوگرم  |             |                    |                 |                     |                              |                  |
| یک‌ضرب        | ۱۹۰ کیلوگرم | حسین توکلی         | ۲۵ سپتامبر ۲۰۰۰ | بازی‌های المپیک      | سیدنی، استرالیا              |                  |
| دوضرب        | ۲۳۵ کیلوگرم | حسین توکلی         | ۲۵ سپتامبر ۲۰۰۰ | بازی‌های المپیک      | سیدنی، استرالیا              |                  |
| مجموع        | ۴۲۵ کیلوگرم | حسین توکلی         | ۲۵ سپتامبر ۲۰۰۰ | بازی‌های المپیک      | سیدنی، استرالیا              |                  |
| ۱۰۵+ کیلوگرم |             |                    |                 |                     |                              |                  |
| یک‌ضرب        | ۲۱۶ کیلوگرم | بهداد سلیمی        | ۱۶ اوت ۲۰۱۶     | بازی‌های المپیک      | ریو دو ژانیرو، برزیل         | رکورد المپیک     |
| دوضرب        | ۲۶۳ کیلوگرم | حسین رضازاده       | ۲۵ اوت ۲۰۰۴     | بازی‌های المپیک      | آتن، یونان                   | رکورد وزنه‌برداری |
| مجموع        | ۴۷۲ کیلوگرم | حسین رضازاده       | ۲۶ سپتامبر ۲۰۰۰ | بازی‌های المپیک      | سیدنی، استرالیا              |                  |